# Kalaallit Nunaanni Sisorartartut Kattuffiat
Kalaallit Nunaanni Sisorartartut Kattuffiat („Verband der Skifahrer in Grönland“; dänisch Grønlands Skiforbund „Grönlands Skiverband“, kurz GskiF) ist der grönländische Skisportverband.

## Geschichte
Der Verband wurde 1969 gegründet und war damit der erste Einzelsportverband unterhalb von Grønlands Idrætsforbund, der bis dahin sportartenübergreifend für sämtliche Sportveranstaltungen in Grönland verantwortlich war. GskiF hat drei Unterabteilungen für Ski Alpin, Skilanglauf und Snowboard und Freestyle-Skiing. Der Verband veranstaltet grönländische Skisportmeisterschaften für Kinder, Junioren, Erwachsene und Senioren. Grönland ist nicht Mitglied der Fédération Internationale de Ski, allerdings treten grönländische Skisportler regelmäßig unter dänischer Flagge bei den Olympischen Winterspielen an.